# Syringammina fragilissima
Syringammina fragilissima  es un xenofióforo encontrado en la costa de Escocia, cerca de Rockall. Es el organismo unicelular más grande conocido, alcanzando 20 cm de diámetro. Es el primer xenofióforo descrito, después de ser descubierto en 1882 por el oceanógrafo John Murray.
La célula crece en cientos de tubos ramificados e interconectados, que secretan un cemento orgánico para recoger partículas de sedimento y arena, formando una estructura llamada testa. Conforme crece la testa, la célula se deshace de partes de ella, que son colonizadas por otros organismos, como nematodos. Es normal que la célula tenga múltiples núcleos.
Se desconoce cómo se reproduce o se alimenta el organismo.